# Девчонки (телесериал)
«Девчонки» (англ. Girls) — американский комедийный телесериал, премьера которого состоялась 15 апреля 2012 года на кабельном канале HBO.
Созданный Линой Данэм, которая также играет главную роль, сериал рассказывает о жизни в Нью-Йорке четырёх девушек, которым чуть за двадцать. В основе истории находится реальная жизнь 26-летней Лины Данэм.
Лину Данэм заметили после выхода её второго фильма «Крошечная мебель», к которому она написала сценарий и где сыграла главную роль. Фильм получил хорошие отзывы на фестивалях и несколько наград. После этого HBO предложили ей написать сценарий пилота «Девчонок».
Первый сезон был хорошо принят телевизионными критиками, которые хвалили свежий юмор и стиль повествования. Также критиками отмечается большая реалистичность женских характеров и их отношений, чем это обычно показывают на телевидении. На 64-й церемонии вручения Прайм-тайм премии «Эмми» сериал был выдвинут на соискание наград в пяти номинациях, четыре из который были на счету Лины Данэм: за «Лучшую женскую роль в комедийном телесериале», «Лучший сценарий» и «Лучшую режиссуру», а также как продюсер в категории за «Лучший комедийный сериал».
После рейтингового успеха первого сезона, 30 апреля 2012 года HBO продлил сериал на второй сезон из десяти эпизодов, премьера которого состоялась 13 января 2013 года. Всего вышло 4 сезона, 5 января 2015 года сериал был продлён на 5 сезон. Лина Данэм заявила, что хочет закончить сериал после 6 сезона. 5 января 2016 HBO объявил, что 6 сезон, который выйдет в 2017 году, будет последним.

## Сюжет
Ханна — молодая двадцатичетырёхлетняя девушка, которая всегда была творческой личностью и мечтала стать знаменитой писательницей. Однажды родители лишают её финансовой помощи, после чего она вынуждена выживать своими силами. Но проблема в том, что она ищет для себя новый опыт, который не обретёшь на стандартной работе с восьми утра и до пяти вечера. К тому же Ханна является очень нестандартной личностью и ей жизненно необходимо уметь сформулировать свои мысли и эмоции, что она и пытается сделать, совершенно не задумываясь о чувствах окружающих. Вдобавок ко всему этому у Ханны, как говорится, язык без костей, из-за чего у неё часто возникают проблемы с подругами. Ее подруги — Джесс, Марни и Шошанна — также героини сериала, каждая из которых как и Ханна пытаются разобраться с личной жизнью, дружбой, самореализацией и т.д.

## В ролях
- Лина Данэм — Ханна Хорват
- Эллисон Уильямс — Марни Майклс
- Джемайма Кёрк — Джесса Джоанссон
- Заша Мэмет — Шошанна Шапиро
- Адам Драйвер — Адам Саклер